# Colonne Ascaso
Pour les articles homonymes, voir Ascaso.
La Colonne Ascaso est la troisième colonne organisée à Barcelone par les milices de la CNT en juillet 1936.
Elle fait partie des Milices confédérales de la guerre d'Espagne contre les nationalistes.

## Nom
Elle doit son nom à l'anarchiste Francisco Ascaso, mort au combat à Barcelone le 20 juillet 1936.

## Historique
La colonne Ascaso part pour le front d'Aragon le 25 juillet avec 2000 miliciens.
Elle compte 4 ou 6 mitrailleuses et 3 ou 4 camions blindés ("tiznaos"), construits dans une usine de Gavà, près de Barcelone.
S'incorporent à cette colonne les bataillons internationaux "Giustizia e Libertá", issu de résistants italiens, et le "Batallón de la Muerte ou Centuria Malatesta".
Elle est dirigée par Cristóbal Aldabaldetrecu, Gregorio Jover et Domingo Ascaso.
La Colonne Ascaso arrive à Barbastro, dans la province de Huesca, vers le 27 juillet avec un millier de volontaires.
La Colonne participe à plusieurs combats, notamment celui de la bataille d'Huesca et de la bataille du Monte Pelado, le 28 août 1936.

## Combattants célèbres de la colonne
- José Luis Facerías
- Pepita Laguarda Batet, première femme morte au front[4]
- Juan López Carvajal
- Hans Beimler
- Carlo Rosselli [5]